# Drosophila pinnitarsus
Drosophila pinnitarsus är en tvåvingeart inom släktet Drosophila och undersläktet Sophophora. Arten fick sin vetenskapliga beskrivning av Ian R. Bock 1976.

## Utbredning
Arten är känd från östra Australien vid en plats kallad Huonbrook nära orten Mullumbimby i New South Wales där de första fynden gjordes.

## Utseende
Artens kroppslängd är 2,4 mm. Mellankroppen har en jämn gulbrun färg och bakkroppen liknar den hos bananfluga där den främre delen är blek och den bakre delen mörk. Den bakre delens mörka färg varierar något mellan hannar och honor. Benen är gulbruna. Arten har stora arista på antennborsten.